# Villa Il Terraio
Villa Il Terraio si trova in via Salaiola a Monterappoli, nei pressi di Empoli.

## Storia
Fu fatta costruire dalla famiglia fiorentina dei Cerchi agli inizi del Cinquecento, la quale vi mantenne la residenza per quasi due secoli e mezzo, fino a quando non fu acquistata dalla famiglia empolese dei Bini.

## Descrizione

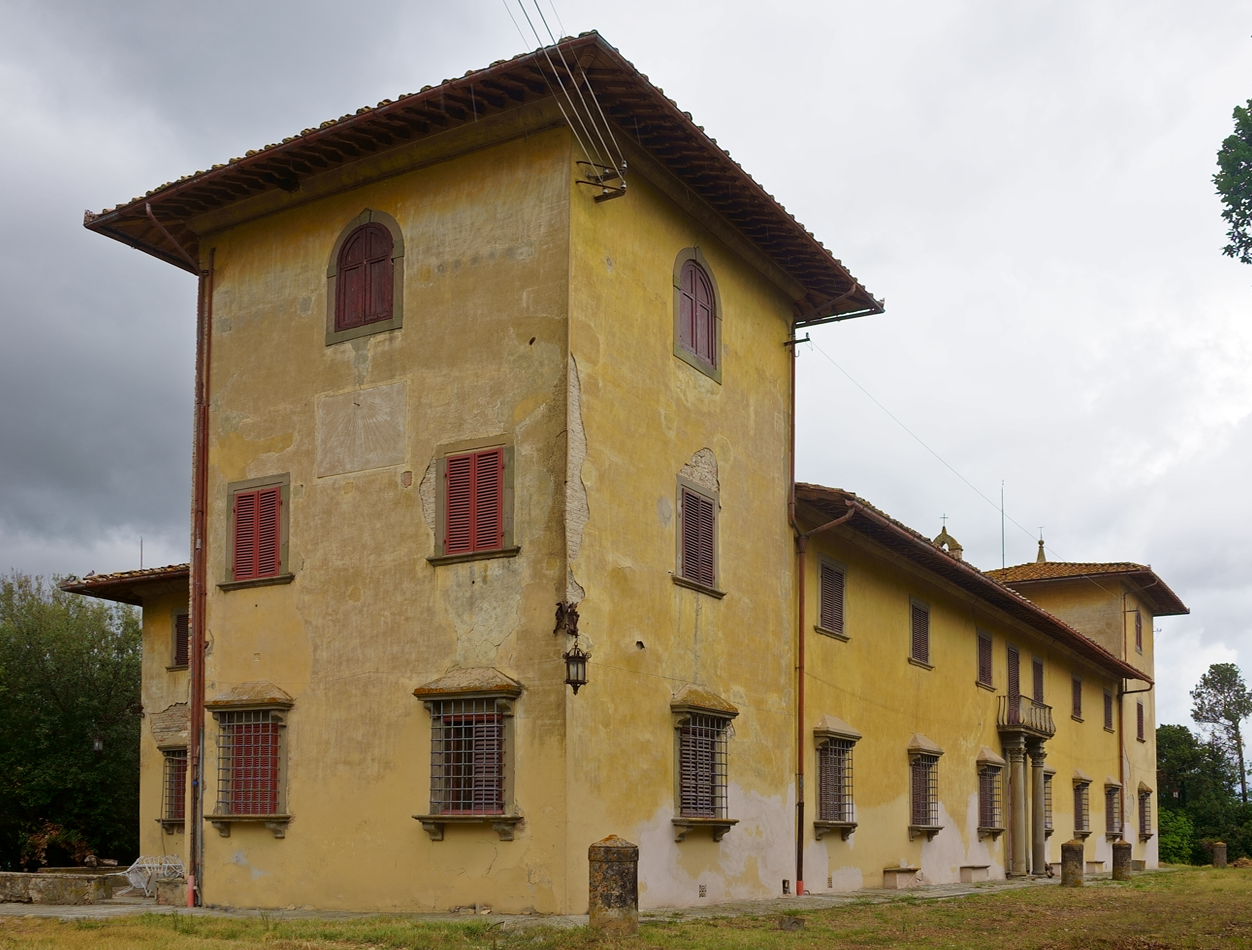
Villa del Terraio

L'edificio padronale è costituito da un corpo unico, articolato su due piani nel nucleo centrale ed innalzato su tre piani nei due grandi corpi laterali, che appaiono come due voluminose torri con copertura ad embrici.
Sulla facciata di levante spicca il portico con due grandi colonne in pietra serena; al di sopra si staglia la grande arma lapidea dei Cerchi. La parte posteriore è di gran lunga la più interessante: determinata dalla sporgenza dei due corpi laterali e dalle due rampe di scale che delineano l'apertura del piano interrato. Le finestre del piano terra sono senza timpano, sostituito da una sorta di tettoia a spioventi. Le finestre del piano superiore sono riquadrate con cornici regolari. Nella parte settentrionale dell'edificio, sulla destra, si innalza la cella campanaria, in corrispondenza della piccola cappella fatta costruire nel Seicento.
Il viale di accesso alla Villa è segnato da un tabernacolo raffigurante l'immagine della beata Umiliana de' Cerchi adorante la Madonna col Bambino.